# Massive Core
「Massive Core」（マッシヴ・コア）は、Fear, and Loathing in Las Vegasの楽曲。6thフルアルバム「HYPERTOUGHNESS」発売に先駆け、2019年11月30日にワーナーミュージック・ジャパンより配信された。

## 概要
前作「The Stronger, The Further You'll Be」より約2か月振りとなる作品。
11月30日にはMVが公開された。内容はアートワークとリンクしたスペーシーな世界観と、紆余曲折あったバンドの前向きな精神が込められたリリックなど、様々な感情が爆発するような演奏シーンで構成されている他、アグレッシブなパートに突如出現する個性溢れる振付にも注目してほしいとのことである。
またライターの後藤寛子は本作について、「「これぞラスベガス・スタンダード！」と言うべきダンスナンバーで、先日公開されたMVでも、So（Vo）とMinami（Vo・Key）はパラパラを踊り、暴れ狂うメンバーの上に火花は散るわ、紙吹雪は舞うわ、やりたい放題。ポジティブな感情が耳から目から全身を駆け巡り、気持ちよくて仕方がない。聴いているだけでエネルギーが充填されていく」と評している。

## 収録曲
| #         | タイトル         | 作詞 | 作曲・編曲 | 時間 |
| --------- | ---------------- | ---- | ---------- | ---- |
| 1.        | 「Massive Core」 |      |            | 3:34 |
| 合計時間: | 合計時間:        | 3:34 |            |      |

## 収録アルバム
Massive Core
- 『HYPERTOUGHNESS』

## 演奏
- So : Vocal
- Minami : Vocal, Keyboard
- Taiki : Guitar, Vocal, Chorus
- Tomonori : Drums
- Tetsuya : Bass Guitar